# سیارک ۴۸۱۲
سیارک ۴۸۱۲ (به انگلیسی: 4812 Hakuhou، نامگذاری:1977DL3) چهار هزار و هشتصد و دوازدهمین سیارک کشف شده‌ است که در ۱۸ فوریه ۱۹۷۷ کشف شد.
قدر مطلق سیارک برابر ۱۴٫۴۰ است.